# Дорога (песня МакSим)
«Дорога» — песня, записанная певицей МакSим. Композиция была создана МакSим и Еленой Гребневой и выпущена, как второй официальный сингл исполнительницы, с её третьего студийного альбома «Одиночка».

## Предыстория и релиз
В 2008 году МакSим дала интервью порталу «Km.ru», где рассказала, что уже пишет новые песни для третьего альбома. Она сказала, что в процессе записи находилась песня «Солнышко» и добавила, что это «очень душевная песня — про мою жизнь, про дороги и про солнце». Данная песня была переименована в композицию «Дорога», хотя в каталоге «Российского Авторского Общества» зарегистрированы обе версии песни, авторами которых являются МакSим и, как позже стало известно, Елена Гребнева. В интервью газете «Комсомольская правда», она рассказала об истории создания композиции, отметив, что написала свою часть около пяти лет назад (в 2005 году). Песня была написана Еленой в ходе поездки в Москву, для участия в кастинге мюзикла «Чикаго».
Песня была записана в 2009 году для третьего студийного альбома МакSим. Позже исполнительнице поступило предложение от компании «Walt Disney» использовать песню в качестве саундтрека к фильму «Книга мастеров». По словам певицы, песня написана о русском менталитете. В интервью «NEWSmusic.ru» она сказала, что:

Эта песня написана для моего коллектива. Мы много путешествуем, смотрим в окна, на города, леса. И вот когда мне дали отпуск, мы с музыкантами стали скучать по дорогам. Фильм тоже про русский менталитет, про наш характер, силу.— МакSим
В связи с тем, что выпуск фильма в прокат был назначен на осень 2009 года, то и сингл пришлось выпустить в это же время, что практически совпадает по времени с выпуском первого сингла из третьего альбома МакSим — песни «На радиоволнах», которая поступила в ротацию на радиостанции 1 сентября. Видеоклип на песню начали ротировать 5 октября 2009 года, раньше, чем клип на песню «На радиоволнах». Песня не была выпущена в качестве радиосингла.

## Музыка и лирика
Песня «Дорога» записана в тональности ля минор, в размере такта в 4/4 и имеет следующую последовательность аккордов:
Для куплетовAm—G—F—Dm—E7
Для припеваAm—G—C—F—Dm—E7
Стилистически «Дорога», по некоторым данным, представляет собой этно-поп, а также присутствуют элементы русского фольклора. Так, Алексей Мажаев писал, что сама творческая задумка песни «велела имитировать народный вокал». Позже Гуру Кен писал, что песня, наравне с композицией «Птицы», «неожиданно уводит в сторону фолк-поп-рока». «Дорога» записана с использованием психо-акустических синтов, акустической гитары, баса, барабанов и рояля. При этом, на сайте «Midiya.su» описали звучание рояля, как «прозрачное» и «звонкое». Также было отмечено, что в песне использован темпо-ритм ударных, называемый «электричка» и охарактеризовывающий конкретный стиль движения в песне. В «Дороге» также записан народный вокал, исполненный Анной Рай, который «привносит удивительный колорит в современную попсовую песню, не стягивая её в народный жанр, а лишь приукрашая новыми музыкальными оттенками». Мелодия песни звучит с народными напевными интонациями. Мотив куплетов и припева не сильно отличаются друг от друга, однако есть некоторые ритмические и звуковые изменения. Их звучание непохоже из-за внесения новых тембров и аккордов. В куплете играется один аккорд на такт, в припеве — два, при этом второй звучит на четвёртую долю. В песне, впервые для творчества МакSим, была использована скрипка. Согласно обзору сайта «midiya.su», в стихи песни «вплетены […] исконно русские народные речевые обороты, как например: „солнышко — лучисто“».

## Критика
На сайте «Midiya.su» песня описывается положительно. Автор статьи написал, что «песня МакSим „Дорога“ на сегодняшний день является воплощением высшей точки проявления культурно-художественного музыкального таланта автора-композитора в жанре „Популярная музыка“». Так же журналист отметил философский контекст песни: «название песни „Дорога“ соответствует не только содержанию текста песни, но и олицетворяет собой образ всего жизненного пути человека. Жизненная „Дорога“ МакSим несет в себе философские утверждения, простые истины, касающиеся судеб человечества, которые певица вложила в смысл своих стихов». Также автор особо отметил, что «„Дорога“ сегодня в мире поп-культуры демонстрирует практически уникальную в своем проявлении образовательную функцию искусства» и аргументировал это использованием в тексте песни славянских речевых оборотов. На сайте проекта «МирМэджи» песню назвали в числе тех композиций («Любовь — это яд», «Странница» и «Я люблю тебя»), которые определяют настроение альбома «Одиночка» в целом, отметив, что «при всей своей открытости, до хита они явно не дотягивают, но и проходными их не назовёшь». Денис Ступников из «KM.ru» назвал песню удачной стилизацией под фолк-поп. Автор пишет, что «искренне, но как будто понарошку и в миниатюре — так певица раскрывает „русскую тему“, не опускаясь при этом до откровенного лубка».

## Видеоклип
Съёмки клипа закончились 11 сентября и проходили на студии «Центрнаучфильм». Режиссёром клипа выступил Владилен Разгулин, в роли оператора — Максим Осадчий.
В съёмках приняли участие актёры фильма «Книга мастеров». Ирина Апексимова, сыгравшая Каменную Княжну, Гоша Куценко, снявшийся в роли Кащея, Екатерина Вилкова, сыгравшая Русалку, Николай Ефремов, выступивший в роли Кузьмы, а также исполнитель главной роли, молодой актёр Максим Локтионов, сыгравший Ивана. До релиза, на сайте газеты «Комсомольская правда» стало доступно эксклюзивное видео со съёмок клипа.
Клип представляет собой запись МакSим, её музыкантов и актёров фильма в студии звукозаписи, которые все вместе исполняют песню. Запись сопровождается кадрами из фильма. По завершении съёмок МакSим говорила: «Когда я вижу, что люди хотят сделать мир лучше, пусть говорят, что это сложно, что это невозможно, — я хочу в этом поучаствовать. Мне кажется, кино способно творить чудеса. То, что делает „Disney“ это хорошо. Это то, что ведет нас к доброте, к пониманию основных вещей, то, к чему должен каждый молодой человек стремиться. В фильме отражена русская душа, русская натура, русская сила, поэтому фильм и песня очень гармонично сочетаются». Премьера клипа состоялась 5 октября 2009 года, в эфире канала Муз-ТВ.
По состоянию на декабрь 2019 года, на официальном канале певицы на YouTube было осуществлено более 5 млн просмотров данного видео.

## Исполнение
МакSим начала исполнять композицию в ходе своего третьего концертного тура. Песня была впервые исполнена на концерте в Нижнем Новгороде 15 сентября. 19 сентября МакSим выступила в московском клубе «Б1». При исполнении песни «Дорога» на сцене появился скрипач, одетый в старинную русскую рубаху. Предваряя исполнение песни МакSим сказала: «Эта песня очень дорога всему коллективу. Чем больше мы ездим на гастроли и смотрим на нашу страну из окон поездов, тем больше, как это ни банально, мы стали любить свою Родину».
6 ноября певица исполнила песню на концерте в Казани, в ТРК «Пирамида», где присутствовала Елена Гребнева, которая говорила: «Это главная награда для меня — слышать как сотни людей в один голос исполняют твою песню, мне кажется это гораздо важнее, чем какие-либо гонорары».
10 ноября 2009 года МакSим исполнила композицию на концерте в честь «Дня милиции» в Кремлёвском концертном зале.

### Скандал на премии Муз-ТВ 2010
11 июня 2010 года песня «Дорога» была исполнена во время проведения премии Муз-ТВ 2010. МакSим выступала в платье от дизайнера Дениса Симачёва (выполненного в расцветке под хохлому) и в сопровождении своих музыкантов и хора Надежды Бабкиной «Русская песня 21». Выступление стало скандальным, так как во время выхода МакSим на сцену оказался отключен её микрофон и звук не попадал в зал. После того как звук был настроен, оказалось, что звучание главного микрофона было смикшировано с хором и бэк-вокал забил основной голос. Владимир Полупанов из «Toppop.ru» в связи со скандалом писал, что «репутацию после такого позора придётся восстанавливать не один год». Сама МакSим говорила, что не верит в случайность произошедшей ситуации. Во время онлайн-конференции на сайте Муз-ТВ она говорила:

Наш коллектив был одним из немногих, мягко говоря, музыкантов, пожелавших играть и петь живьем. Перед выходом к нам подошёл какой-то техник и сказал, что это плохая идея петь живьем здесь. Я не придала этому значения, но после поняла — хотел предупредить… Обнулился цифровой пульт. Но у нас есть четкая уверенность, что аппаратура не ломается сама по себе.— МакSим

## Участники записи
- МакSим — автор, вокал
- Елена Гребнева — автор
- Анатолий Стельмачёнок — сведение, аранжировка
- Евгений Модестов — гитара , акустическая гитара
- Валентин Тарасов — барабаны
- Стас Грошев — бас-гитара
- Анна Рай — фолк бэк-вокал
- Мифтахов Марсель — скрипка